# Oxyporus maxillosus
Oxyporus maxillosus (лат.) — вид жуков из подсемейства Oxyporinae семейства стафилинидов. Распространён в Европе и Азии.

## Описание
Длина тела имаго 7—12 мм. Голова едва шире груди, почти округлая. Глаза сравнительно маленькие, находятся возле передних углов головы. Скутеллум (щиток) маленький. Надкрылья почти квадратные, шире груди; углы надкрылий закруглённые. Крылья большие. Ширина брюшка почти равна ширине надкрылий, и в два раза длиннее длины надкрылий; бока брюшка тонкие и приподнятые; вершина брюшка резко сужена. Ноги довольно короткие. Лапки у обоих полов простые, короткие и пятичлениковые; первые четыре членика короткие, пятый членик по длине, как четыре предыдущих вместе взятые.
Усики булавовидные, в волосках; не длиннее головы; расположены близко к глазам и у основания мандибул. Усики состоят из 11 члеников; базальный членик длиннее и толще четырёх последующих члеников, второй и третий членики удлинённые, четвёртый и пятый имеют слабую треугольную форму, остальные — формируют овальную булаву. Булава состоит из чашевидных члеников, кроме полусферического последнего членика, имеющего на вершине сплющен.
Лябрум (верхняя губа) перепончатый, почти квадратный, посередине глубоко и остро зазубренный и реснитчатый. Мандибулы (жвалы) длинные и вытянутые вперёд, изогнутые, заострённые. Максиллы ограничены удлинённой расширенной округлой долей; опушенные к вершине, с субланцетовидными ресничками во внутренней стороне. Щупики длиннее максилл; четырёхчлениковые, базальный членик маленький, второй — длиннее первого, третий — короче первого, оба последних булавовидные, с несколькими щетинками у вершины, четвёртый членик едва длиннее третьего, уже и удлинённо-овальный.
Ментум (подбородок) широкий у основания, сужающийся и у вершины раздвоенный. Лябиум (нижняя губа) узкий, у вершины в волосках; с обеих сторон несут по щупику.

## Экология
Обитают в тех местах, где произрастают маслята, например, в оврагах. Вгрызаются в гриб под его шляпку, где питается мякотью гриба, образуя на земле под входным отверстием в гриб горку грибных опилок.

## Замечание по охране
Занесён в Красную книгу Самарской области (2010 год).